# Buste d'une jeune femme
Le Buste d'une jeune femme est une sculpture en marbre (48 × 48,7 × 23,8 cm), réalisée par Andrea del Verrocchio entre 1460 et 1483 environ et conservée dans la Frick Collection à New York.

## Description et style
L'œuvre n'est pas documentée, mais l'attribution à Verrocchio est tout à fait certaine, notamment grâce à des comparaisons avec d'autres œuvres de l'artiste, comme la Dame au bouquet conservée au Musée du Bargello de Florence. Plus complexe est la datation, qui oscille entre 1460 et 1483. Malgré le thème héraldique représenté sur les manches de la jeune femme, il n'a pas encore été possible d'identifier le sujet. Le torse montre un personnage à l'expression attentive et concentrée, la tête légèrement inclinée vers la droite, comme s'il répondait à quelque chose qui avait attiré son attention. La coiffure complexe, les boucles rassemblées avec des rubans et des rosaces puis laissées libres sur les côtés, est commune à d'autres femmes florentines de l'époque, comme le Portrait de Ginevra de' Benci de Léonard de Vinci.